# Hounds of love
Hounds of love is het 5e album van singer-songwriter Kate Bush en dateert uit 1985.
Het was het tweede album van Kate Bush dat de nummer 1-positie behaalde in de Britse hitlijsten en het is haar best verkopende studioalbum aldaar.
In Nederland behaalde het album eveneens de nummer 1-positie in de Album Top 100 en stond het in de top 40 van de Verenigde Staten.
Het album bevat een aantal van haar grootste hits. Running up that hill, Cloudbusting, Hounds of love en The big sky veroverden alle een plek in de top 40 van de UK Singles Chart. In de Nederlandse Top 40 verschenen de singles Running up that hill op no. 6 en Cloudbusting op no. 11.

## Achtergrond
De B-kant van het album is verenigd door een thema. Met als titel The Ninth Wave (naar een gedicht van Alfred Tennyson) gaat het over een persoon die 's nachts alleen in open water moet zien te overleven.
Het was het eerste album dat Kate Bush in haar eigen muziekstudio completeerde. Bush gebruikte ongebruikelijke instrumenten voor die tijd zoals de Fairlight CMI en traditionele Ierse muziekinstrumenten. Voor het koraal in Hello Earth gebruikte Bush het Georgische stuk Tsinskaro uitgevoerd door de Richard Hickox Singers. Voor de opening van het nummer Hounds of love ontleende zij de tekst: "It's in the trees! It's coming!" van de Britse horrorfilm Night of the Demon uit 1957.

## Receptie
In 1986 werd Kate Bush voor Hounds of love genomineerd voor de Brit Awards als Beste producer, Beste vrouwelijke artiest en Beste single (Running up that hill).
Het album werd door muziekcritici zeer geprezen. Q plaatste Hounds of love in 2000 op no. 20 van "100 Greatest British Albums Ever" en op plek 3 van "Greatest Album of All-Time by a Female Artist" in 2002. In 2006 plaatste NME het album op no. 41 van "Best British album of all time" en op no. 48 op de lijst van "500 Greatest albums of All-Time". In 2012 plaatste Slant Magazine Hounds of love op no. 10 van "Best Albums of the 80s".

## Nummers
A-kant Hounds of love
1. Running up that hill
2. Hounds of love
3. The big sky
4. Mother stands for comfort
5. Cloudbusting

B-kant The Ninth Wave
1. And dream of sheep
2. Under ice
3. Waking the witch
4. Watching you without me
5. Jig of life
6. Hello Earth
7. The morning fog

## Hitlijsten
| Album met eventuele hitnotering(en) in de Nederlandse Album Top 100 | Datum van verschijnen | Datum van binnenkomst | Hoogste positie | Aantal weken | Opmerkingen |
| ------------------------------------------------------------------- | --------------------- | --------------------- | --------------- | ------------ | ----------- |
| Hounds of love                                                      | 16-09-1985            | 28-09-1985            | 1               | 29           |             |

| Single met eventuele hitnotering(en) in de Nederlandse Top 40 | Datum van verschijnen | Datum van binnenkomst | Hoogste positie | Aantal weken | Opmerkingen                 |
| ------------------------------------------------------------- | --------------------- | --------------------- | --------------- | ------------ | --------------------------- |
| Running up that hill                                          | 1985                  | 17-08-1985            | 6               | 11           | Nr. 6 in de Single Top 100  |
| Cloudbusting                                                  | 1985                  | 23-11-1985            | 11              | 8            | Nr. 13 in de Single Top 100 |

| Single met hitnotering(en) in de Vlaamse Ultratop 50 | Datum van verschijnen | Datum van binnenkomst | Hoogste positie | Aantal weken | Opmerkingen                 |
| ---------------------------------------------------- | --------------------- | --------------------- | --------------- | ------------ | --------------------------- |
| Running up that hill                                 | 1985                  | -                     |                 |              | Nr. 6 in de Radio 2 Top 30  |
| Cloudbusting                                         | 1985                  | -                     |                 |              | Nr. 18 in de Radio 2 Top 30 |